# جرزی ملسر
جرزی ملسر (انگلیسی: Jerzy Melcer؛ زادهٔ ۱۰ مارس ۱۹۴۹) بازیکن هندبال اهل لهستان است.